# K-Challenge
K-Challenge est une équipe de course à la voile, évoluant dans le circuit de la coupe de l'America. Fondé par Stephan Kandler en 2001. K-Challenge participe à la coupe de l'America 2007 sous le nom d'Areva Challenge et est engagée dans la coupe de l'America 2024 sous le nom d'Orient Express Racing Team. Son skipper est Quentin Delapierre et l'équipe concourt sous les couleurs de la Société nautique de Saint-Tropez.

## Historique

### Genèse

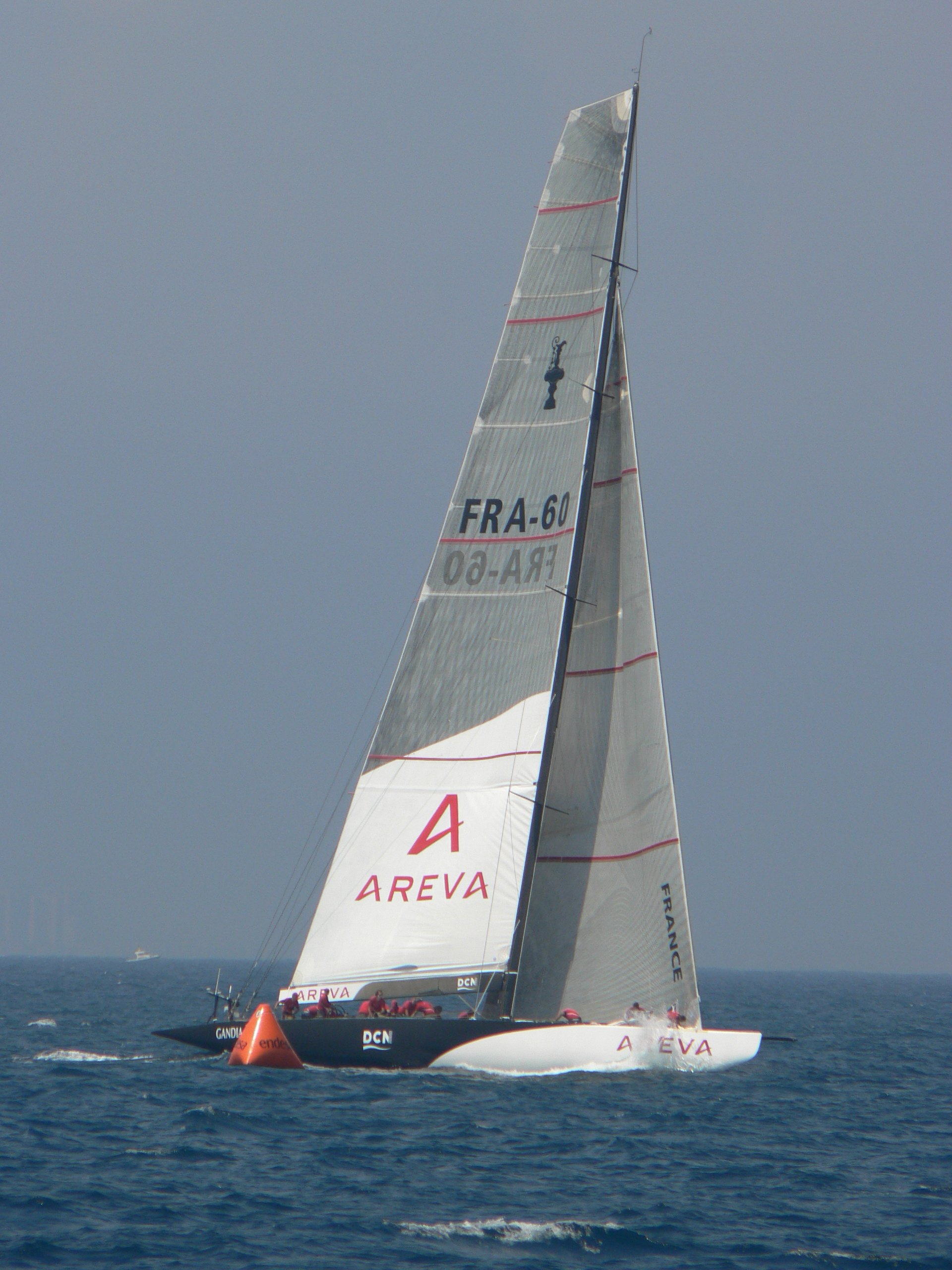
FRA 60, le class America d'entraînement d'Areva Challenge.

En décembre 2001, Ortwin Kandler et son fils Stéphane, propriétaires d'une société de location de voiliers, créent K-Challenge avec pour objectif d'être un défi compétitif lors de la 32e édition  de la coupe de l'America prévue en 2006. La direction sportive est confiée à l'expérimentée Américaine Dawn Riley (en), vétérante de deux Whitbread et trois campagnes de l'America, dont une victoire en 1992 et skipper et manager du défi America True lors de l'édition 2000,,, le barreur étant Thierry Peponnet, double médaillé olympique en 470.
À la recherche d'un budget de 50 à 60 millions d'euros, K-Challenge obtient en 2003 le soutien du Commissariat à l'énergie atomique, à l'heure où Areva se retire de la régate après la huitième place du Défi Areva mené par Pierre Mas lors de la coupe Louis-Vuitton 2003, l'épreuve qualificative de la coupe de l'America. L'expérience de Dawn Riley permet de rallier au projet plusieurs personnalités du monde de l'America, comme le directeur John Cutler, ancien barreur d'America True en 2000 et tacticien d'Oracle en 2003, et l'architecte principal Phil Kaiko, ancien d'America³, vainqueur en 1992, One Australia, finaliste en 1995, et OneWorld, demi-finaliste en 2000,. Le défi défend les couleurs du Cercle de la voile de Paris et s'installe au printemps 2003 à Marseille. Il bénéficie en outre des équipements techniques de la base d'Auckland de l'équipe OneWorld.
En 2004, K-Challenge rachète le class America néo-zélandais NZL 57 et loue NZL 60, respectivement bateau d'entraînement et bateau principal du Team New Zealand, vainqueur de l'édition 2000 et officialise le 3 septembre son inscription à la 32e coupe de l'America. En concurrence avec le Défi de Pierre Mas et Luc Gellusseau et Team France de Bertrand Pacé et Loïck Peyron et faute de trouver les sponsors nécessaires, le budget de fonctionnement est couvert par l'apport privé des Kandler mais les difficultés financières ont entraîné le départ de Kaiko et Cuttler vers d'autres projets. Ils sont remplacés par l'architecte Bernard Nivelt et Thierry Peponnet, qui assure la barre et la direction technique. La tactique est confiée à Sébastien Col, champion de France de match-racing en 2000 et ancien du Défi Areva, la navigation étant assurée par Nicolas Charbonnier, champion du monde junior de match-racing,. Parmi les autres anciens du Défi Areva figurent notamment Benoît Briand, Albert Jacobsoone ou Olivier Douillard. K-Challenge participe aux trois épreuves des Louis-Vuitton Acts, série de régates préparatoires à la coupe 2007, et termine à la sixième place.
Après un chantier hivernal destiné à améliorer FRA 57 et FRA 60 sur la nouvelle base de Gandia en Espagne, K-Challenge espérait se classer quatrième des Acts 2005, derrière les grosses équipes Oracle, Team New Zealand et Luna Rossa, mais termine septième à l'issue des six épreuves des Louis-Vuitton Acts, malgré une victoire de prestige contre Alinghi lors de l'Acte 8.
Après un premier renfort de DCNS pour deux millions d'euros, Areva devient en avril 2006 le sponsor titre de K-Challenge, trois ans après l'échec d'Auckland. À un an du début de la compétition, les 12,5 millions d'euros injectés par Areva sur les 20 millions du budget prévisionnel sauvent in extremis le projet et permettent de lancer la construction d'un nouveau class America à La Ciotat mais d'ici son achèvement en novembre, Areva Challenge participe aux trois épreuves des Louis-Vuitton Acts avec le plus vieux bateau de la flotte, et termine à la neuvième place.

### Coupe de l'America 2007: Areva Challenge

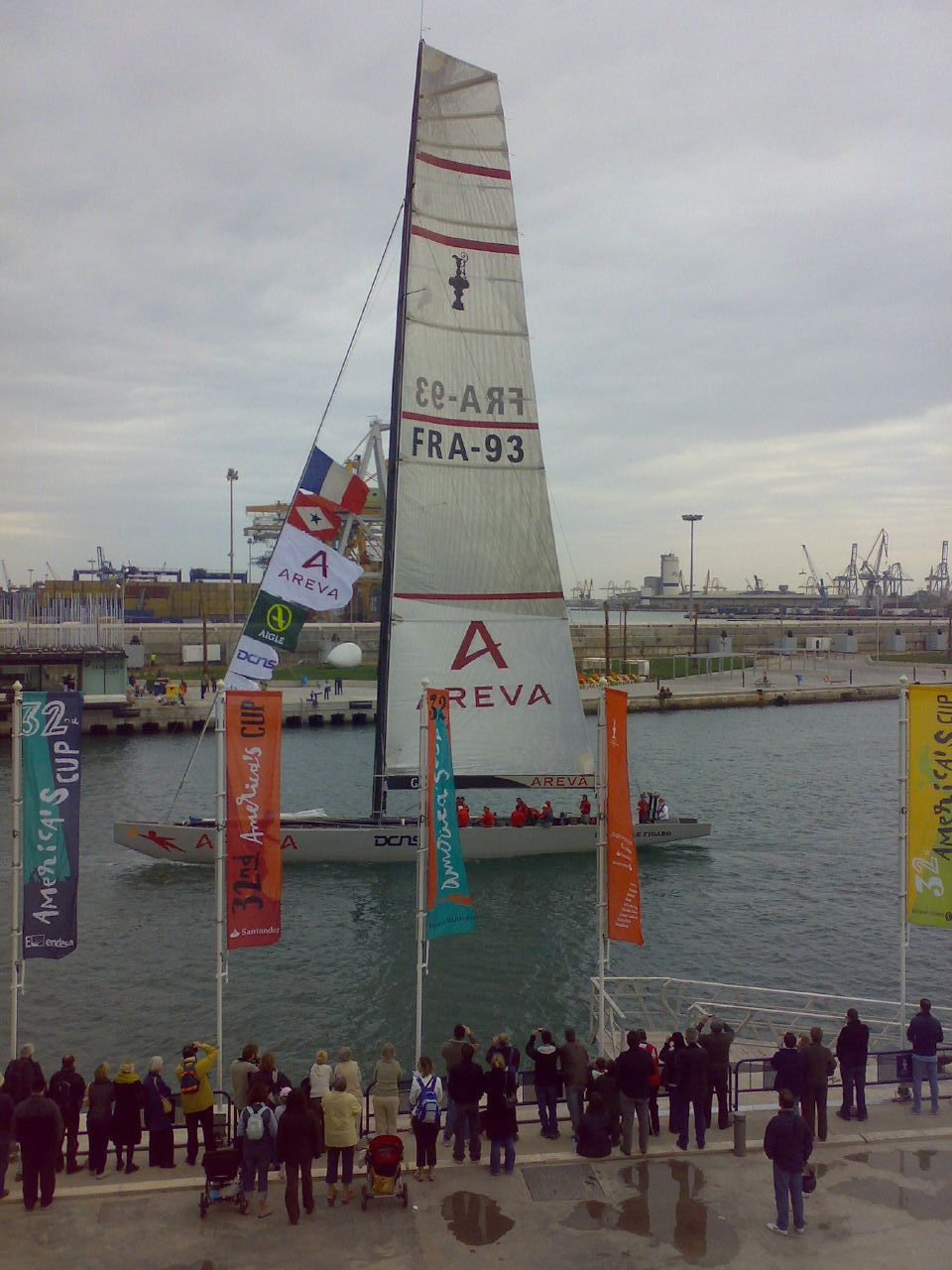
FRA 93, le class America d'Areva Challenge, à Valence pendant la coupe de l'America 2007.

Après plusieurs mois de conception et de construction, le nouveau class America FRA 93 est baptisé à Valence le 24 novembre 2006 par son parrain,l'acteur Jean-Marc Barr. Sébastien Col et Thierry Peponnet inversent le rôle, le premier devenant barreur et le second tacticien.
Les premiers mois de l'année 2007 sont consacrés à la poursuite de l'amélioration du bateau. Mais les difficultés à rassembler le budget prévu lors du lancement du projet ayant entraîné un retard dans le développement et les entraînements, et Areva Challenge aborde les premières épreuves de la coupe Louis-Vuitton avec une ambition mesurée : atteindre les demi-finales de cette compétition dont seul le vainqueur affrontera le defender Alinghi. Après la neuvième place lors d'un Act 13 raté, le tacticien Thierry Peponnet est débarqué le 13 avril, trois jours avant le début programmé des premières régates de la coupe Louis-Vuitton. En ne remportant que huit victoires sur les vingt régates disputées entre le 20 avril et le 9 mai, Areva Challenge n'est pas qualifié pour les demi-finales,. Selon L'Équipe, la huitième place du syndicat français s'explique par les difficultés de financement, un management déficient et le manque d'expérience de l'équipe, qu'il s'agisse de la cellule arrière comme celle du design team.
Avant même la fin de la compétition, Areva annonce la poursuite de son soutien financier, qui pourrait atteindre la moitié du budget projeté, afin de permettre à l'équipe de travailler sur des bases sereines pour les prochaines années. Mais dès la fin de l'été, le géant français du nucléaire annonce se retirer, son soutien à un éventuel candidat français se limitant finalement à un sponsoring moins ambitieux, Kandler et Areva se rejetant la responsabilité de l'échec des discussions.

### Vers la34ecoupe de l'America en 2013
K-Challenge participe aux Louis Vuitton Pacific Series, une série d'épreuves en match racing courues sur class America au début de l'année 2009, avec le soutien de la marque de chaussure Pataugas et de la Fédération française de voile qui lui accorde le label « Équipe de France ». Les Français sont éliminés au troisième tour par les Britanniques de Team Origin emmenés par le multi-médaillé olympique Ben Ainslie. 
À l'automne 2009, Stéphane Kandler s'associe à l'ancien patron de Team Germany Jochen Schümann pour former une équipe franco-allemande, baptisée ALL4ONE. Schümann, ancien triple médaillé olympique et double vainqueur de l'America's Cup avec Alinghi, mène le projet en tant que directeur sportif et skipper, Sébastien Col restant à la barre. L'équipe court sur le circuit du Trophée Louis-Vuitton, couru entre novembre 2009 et novembre 2010, visant à maintenir les syndicats de la coupe de l'America actifs dans l'attente de la 34e coupe de l'America, et sur le circuit TP 52, dont l'Audi Med Cup.